# Bistum Barinas
Das Bistum Barinas (lat.: Dioecesis Barinensis, span.: Diócesis de Barinas) ist eine in Venezuela gelegene römisch-katholische Diözese mit Sitz in Barinas. Es umfasst den Bundesstaat Barinas.

## Geschichte
Papst Paul VI. gründete das Bistum am 23. Juli 1965 mit der Apostolischen Konstitution Apostolicum munus aus Territorien des Bistums Calabozo und des Erzbistums Mérida, dem es als Suffragandiözese unterstellt wurde.
Am 3. Dezember 2015 gab es Gebietsanteile zur Gründung des Bistums Guasdualito ab.

## Bischöfe von Barinas
- Rafael Angel González Ramírez (23. Juli 1965 – 1. August 1992)
- Antonio José López Castillo (1. August 1992 – 27. Dezember 2001, dann Erzbischof von Calabozo)
- Ramón Antonio Linares Sandoval (16. Juli 2002 – 30. August 2013)
- José Luis Azuaje Ayala (30. August 2013 – 24. Mai 2018, dann Erzbischof von Maracaibo)
- Jesús Alfonso Guerrero Contreras OFMCap (seit 21. Dezember 2018)